# Warhammer 40.000
Warhammer 40.000 (conhecido informalmente como Warhammer 40K) é um wargame de miniaturas produzido pela Games Workshop, num universo de fantasia científica distópica. Warhammer 40k foi criado por Rick Priestley e Andy Chambers em 1987, como um companheiro futurista para o Warhammer Fantasy Battle, e por isso compartilha a mesma mecânica de jogo. Expansões de Warhammer 40k são liberadas de tempos em tempos, fornecendo regras de cerco urbano, planetário e combate em larga escala. O jogo está atualmente em sua décima edição, publicada em 2023.

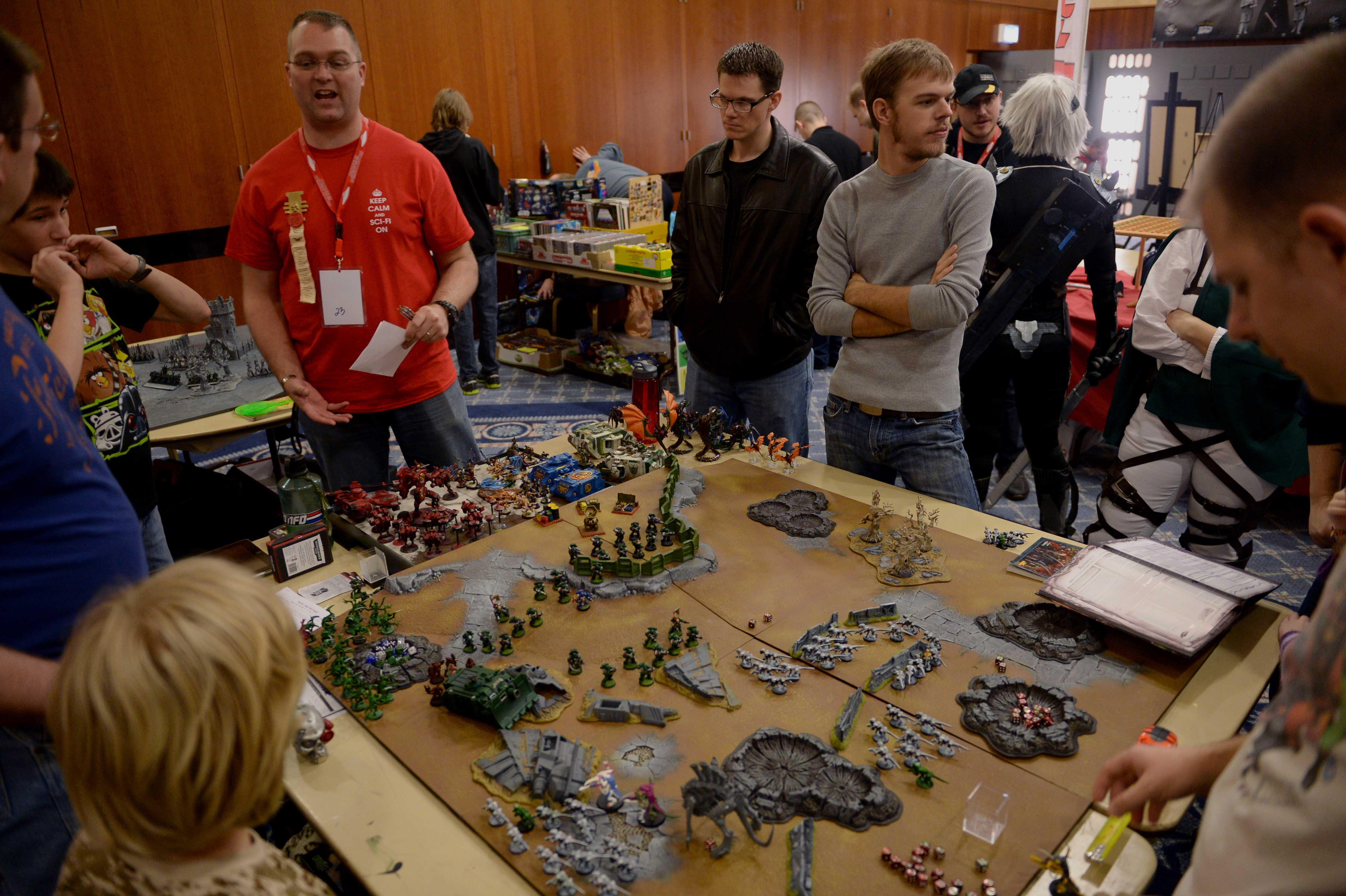
Partida de Warhammer 40,000

Os jogadores podem montar e pintar figuras em miniatura com escalas de 28 mm, que representam soldados futuristas, criaturas e veículos de guerra. Estas figuras são escolhidas para compor esquadrões em exércitos que confrontarão a armada de outros jogadores. Cada jogador traz um conjunto de unidades próprio, com o equilíbrio definido pelo valor conjunto das unidades (medido em pontos), e um campo de batalha feito à mão ou comprado. Os jogadores, então, decidem-se por um cenário, que vai desde simples escaramuças a complexas batalhas envolvendo objetivos defendidos e reforços. Os modelos são movimentados fisicamente sobre a mesa, e a distância entre as miniaturas desempenham seu papel no resultado do combate. O jogo é por turnos, com vários resultados determinados por tabelas e jogada de dados. As batalhas podem durar de meia hora a vários dias, e as batalhas podem ser juntadas para formar campanhas. Muitas lojas de jogos e de passatempos promovem encontros para jogadores disputarem suas partidas, e torneios oficiais são realizados regularmente.

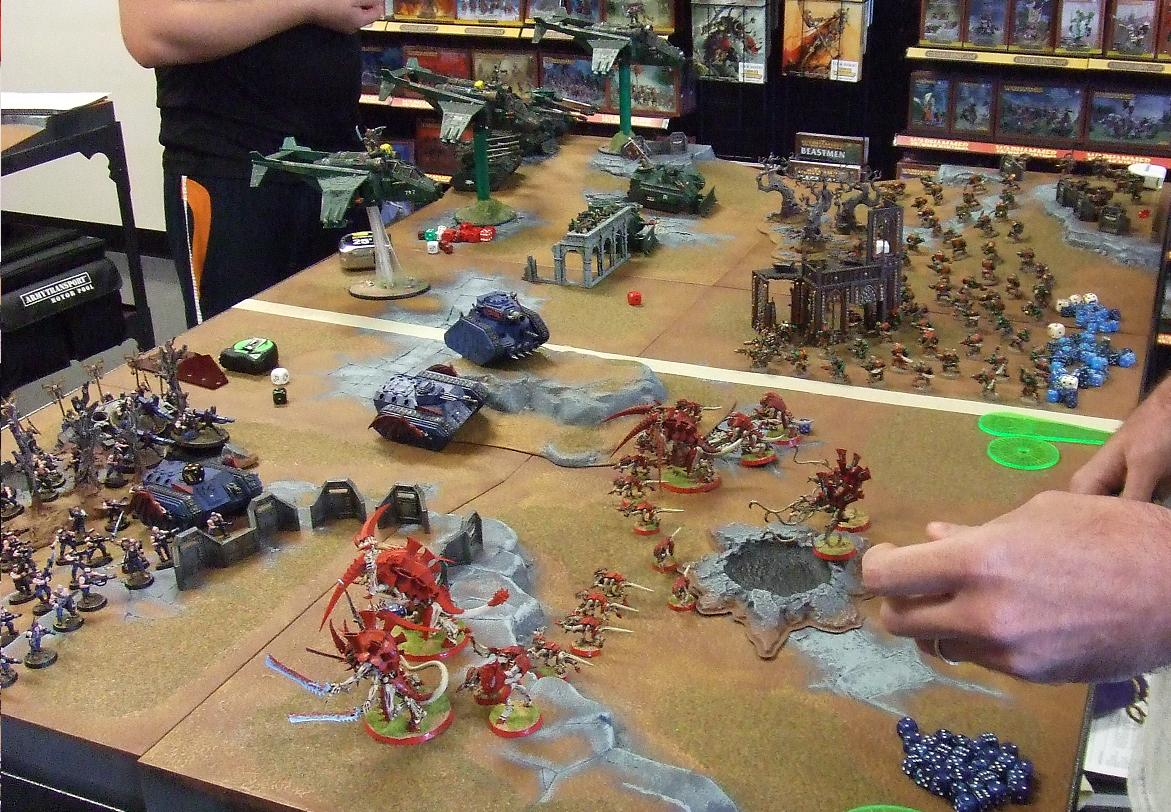
Partida de Warhammer 40.000

Warhammer 40k abrange um vasto universo ficcional ambientado 38 milênios no futuro. Suas várias facções e raças incluem: o Imperium of Man, um império interestelar totalitário e descentralizado que tem governado a maior parte da humanidade há milênios; os Orks (semelhantes aos Orcs de Warhammer Fantasy Roleplay), e os Eldar (semelhante aos Elfos de Warhammer Fantasy); entre outros. As regras de jogo de cada facção são abordadas em livros de regras especiais e codexes (códices) que cobrem exércitos e facções, além de artigos nas revistas da Games Workshop, White Dwarf e Imperial Armour. As miniaturas do jogo são produzidas pela Citadel Miniatures e pela World Forge.

A ambientação do Warhammer 40.000 é usada em diversos jogos de mesa, games, e obras de ficção, incluindo obras licenciadas publicadas pela Black Library, uma subsidiária da Games Workshop, que conta com mais de 400 livros.

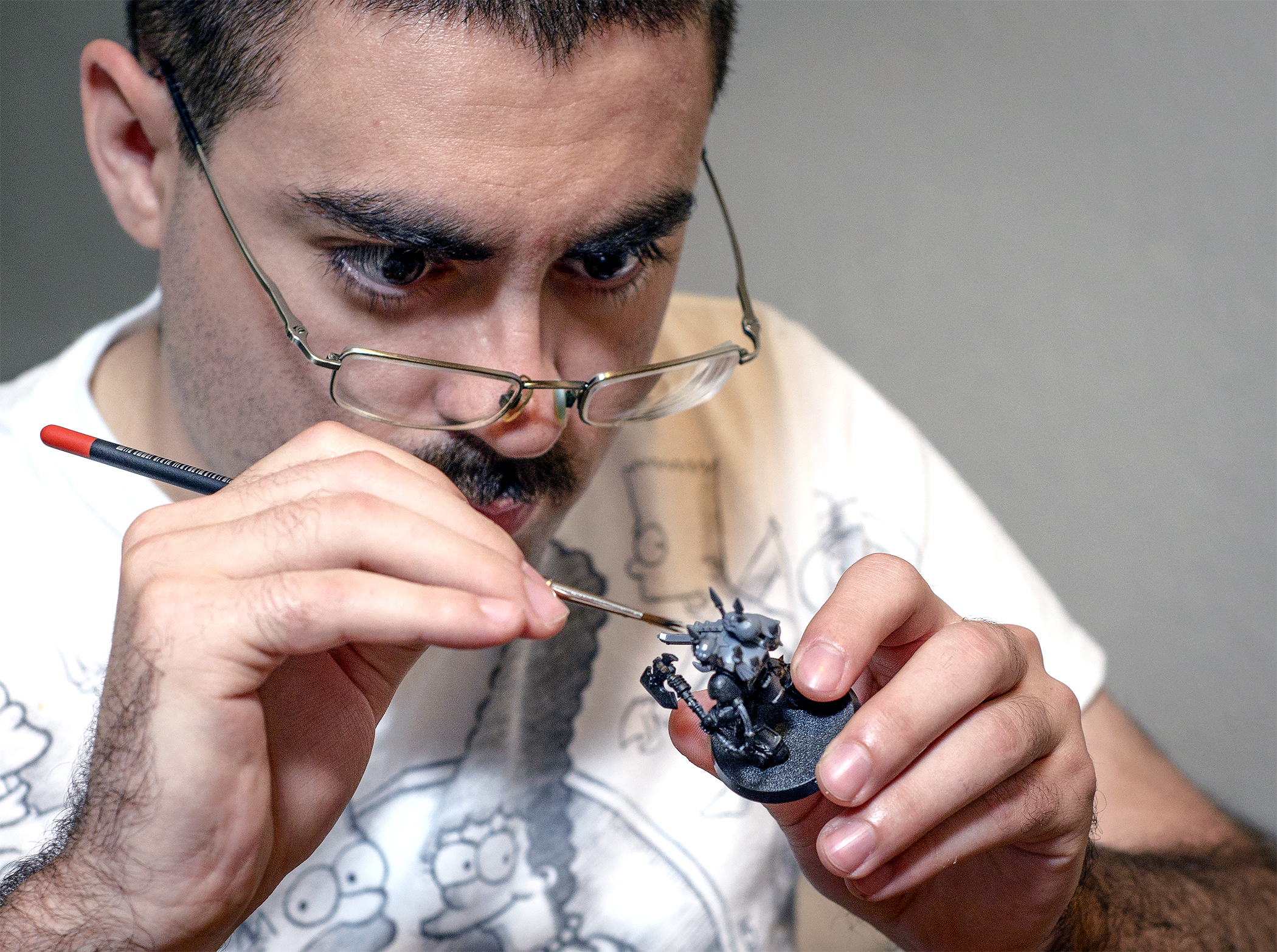
Um jogador pinta sua miniatura dos Chaos Space Marines. Cabem aos próprios jogadores montarem, pintarem e customizarem as miniaturas de seus exércitos.

## Facções

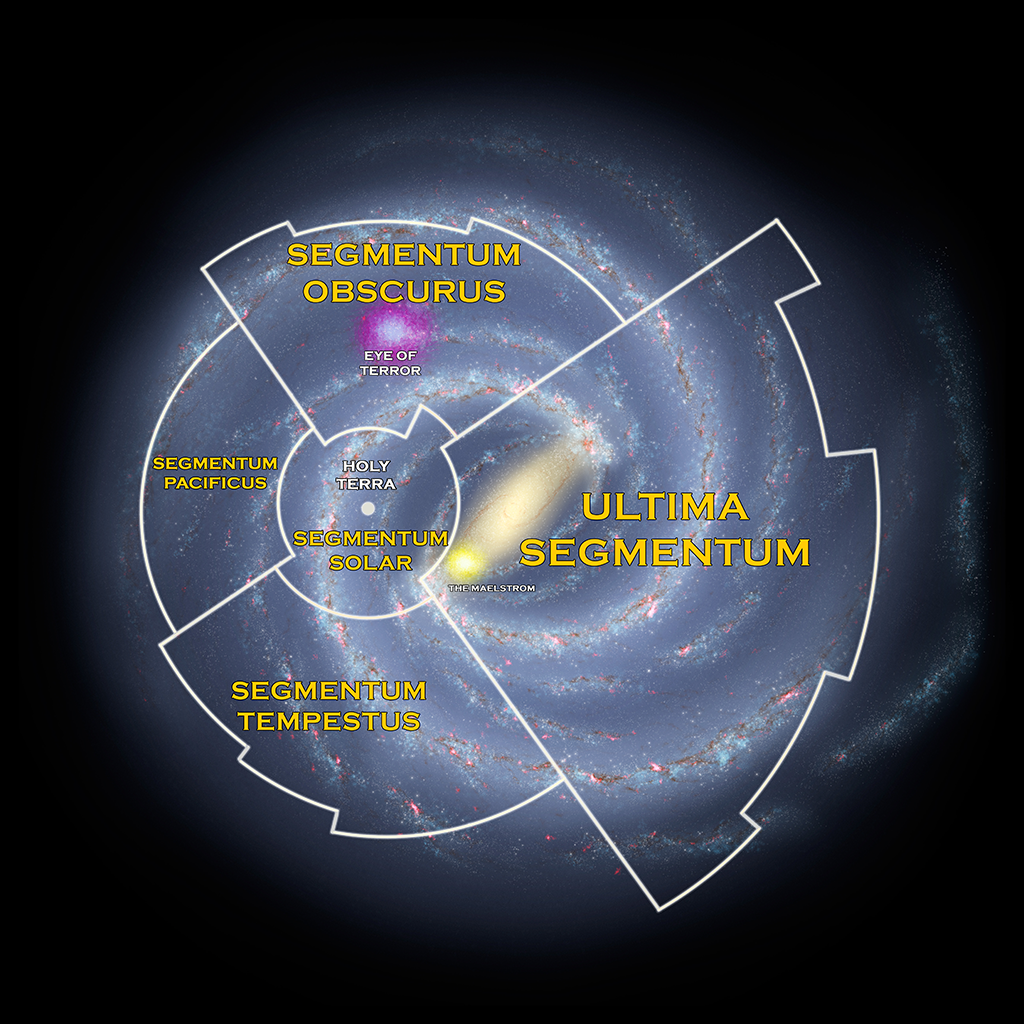
Mapa da Via Láctea e a extensão do Imperium

- Mapa da Via Láctea e a extensão do ImperiumImperium of Man: Um império galáctico que encompassa toda a humanidade, incluindo aproximadamente 1 milhão de mundos e existe há mais de 10.000 anos. É altamente totalitário, xenofóbico, militarista, burocrático, obscurantista, paranoico e supersticioso. O chefe de estado é o Emperor of Mankind (Imperador da Humanidade), que unificou a humanidade mas foi mortalmente ferido em batalha durante uma guerra civil chamada de Horus Heresy, e se encontra internado em suporte de vida no seu trono, onde ele opera "farol psíquico" chamado Astronomican pelo qual naves estelares navegam pelo espaço, sustentado pelo sacrifício diário de mil almas de Psykers, mas não pode interagir com seus súditos. Na sua ausência, os seus seguidores o deificaram e seu culto de personalidade elevado à religião de estado do Império, onde opositores políticos e religiosos são acusados e executados por heresia. O Imperium se encontra em decadência e está em constante estado de guerra, tanto contra inimigos externos, quanto em guerras civis. De todas as facções, o Imperium tem o maior catálogo de modelos, o que dá aos jogadores do Imperium a flexibilidade de projetar seu exército para qualquer estilo de jogo. Dito isso, os jogadores tendem a construir seus exércitos em torno de subfacções específicas que têm estilos de jogo mais focados.
  - Adeptus Astartes (ou Space Marines): Defensores da humanidade, superhumanos modificados geneticamente e submetidos à treinos rigorosos. No jogo, os Space Marines são um exercito pequeno mas generalista. São organizados em capítulos, cada um com história, iconografia, táticas e culturas próprias.
    - Black Templars
    - Blood Angels
    - Dark Angels
    - Deathwatch
    - Grey Knights
    - Imperial Fists
    - Iron Hands
    - Raven Guard
    - Salamanders
    - Space Wolves
    - Ultramarines
    - White Scars

  - Adeptus Mechanicus: Seguem sua própria religião e escrituras e cultuam tecnologias, acreditando que todas as máquinas são habitadas por espíritos, e uma divindade máquina chamada "Omnissiah", o qual eles identificam o Imperador sendo seu avatar. Os Adeptus Mechanicus são responsáveis pela produção industrial do Imperium, mas ao mesmo tempo causam a estagnação tecnológica do Imperium, a maioria de suas tecnologias não melhoraram por milhares de anos devido a um tabu religioso sobre investigação científica e inovação, enquanto ao mesmo tempo são altamente secretivos e guardam suas melhores tecnologias para si próprios.
    - Skitarii: a força militar dos Adeptus Mechanicus, composto de ciborgues, possuem tecnologia mais avançada e rara que suas contrapartes imperais.

  - Astra Militarum (ou Imperial Guard): o principal exército do Imperium, composto de muitos bilhões de soldados. Os mundos do Imperium são obrigado a pagar um dízimo em forma de soldados para a Astra Militarum. Seus soldados são seres humanos normais, que dependem de artilharia pesada, veículos blindados e números massivos de infantaria para derrotar inimigos superiores, que é refletido no seu estilo de jogo do wargame. Como vários planetas de diferentes culturas diferentes oferecem soldados a Imperial Guard, muitos regimentos tem características próprias derivada das culturas planetárias locais, além de empregar subespécies humanas, como os Ratlings (inspirados nos Hobbits de Tolkien e Halflings da ficção de fantasia) e Ogryn (inspirados nos Ogros de Warhammer Fantasy).
  - Imperial Knights: são mechas com temática medieval, pilotados por cavaleiros vindo de mundos feudais. No jogo, os Imperial Knights usam poucas mas poderosíssimas unidades.
  - Inquisition: é uma mistura entra inquisição e polícia secreta do Imperium. É a organização responsável por investigar e lidar com todas as ameaças potenciais ao Império e à humanidade. Inquisidores operam acima da lei e são altamente zealóticos. A sua organização é descentralizada e cada Inquisidor tem seu próprios métodos, embora frequentemente Inquisidores tem um pequeno exército privado. São dividos entre três grandes ordens: Ordo Malleus, especializado em combater demônios, Ordo Xenos, responsável por investigar e destruir ameaças de raças alienígenas, e Ordo Hereticus, responsável por caçar hereges, mutantes, pyskers ilegais e policiar a Ecclesiarchy, a igreja de estado do Imperium. A Inquisition não é uma facção própria no wargame, mas suas unidades podem ser usadas em qualquer exército do Imperium.
  - Navis Imperialis (ou Imperial Navy): A Marinha espacial do Imperium, composta de frotas gigantescas espaçonaves do tamanho de cidades com centenas de milhares de tripulantes. A Imperial Navy tem seus próprio jogo spinoff Battlefleet Gothic, focado em batalhas espaciais.
  - Adepta Sororitas (ou Sisters of Battle): um exército exclusivamente feminino composto de freiras. As Sisters of Battle são o braço armada da Ecclesiarchy, a igreja do Imperium. São conhecidas pelo seu fanatismo religioso extremo, indo a batalhas com iconografia religiosa imperial. No jogos, são um meio termo entre os Space Marines e a Imperial Guard, com armas, armaduras e veículos poderosos, mais fraqueza no combate corpo-a-corpo e poucos pontos de vida.
  - Adeptus Custodes: são a guarda pretoriana do Imperador. Usam as armas e armaduras mais poderosos que o Imperium possui e são bioengenheirados de forma que são mais superiores aos Space Marines, mas em menor número devido a dificuldade de fabricar seus equipamentos e instalar sua bioengenharia superior. Por quase 10,000 anos os Custodes se restringiram apenas ao palácio para proteger o corpo do Imperador e se recusavam a interferir nos assuntos do resto do Imperium, mas recentemente começaram a fazer excursões militares após o retorno de Rebout Guilliman. No jogo, os Custodes são um exército formado exclusivamente por unidades de elite, com poucas mais extramente poderosas unidades.
- Aeldari (ou Eldar): Inspirados nos elfos de Warhammer Fantasy e Tolkien. Os Eldar são uma poderosa espécie de psíquicos criados por uma espécie ancestral conhecida como os Great Old Ones para travar uma guerra intergaláctica contra os Necrons. Após o desaparecimento de seus criadores, os Aeldari criaram um império que dominou a galáxia. Vivendo em condições utópicas, os Eldar cada vez se tornaram hedeonistas, que combinado com seu potencial psíquico levou ao nascimento de Slaanesh, a destruição de seu império e a morte de seus deuses. Os Eldars que existem são sobreviventes dessa catástrofe e se dividiram em várias facções. Os Aeldari viajam pela galáxia através de uma rede de túneis mágicos chamada "Webway", à qual eles têm acesso exclusivo. No jogo, os Aeldari tendem a ser altamente especializados e relativamente frágeis, frequentemente descritos como "canhões de vidro" devido à sua falta de resistência mas poderosos ataques. Os seus exércitos podem sofrer perdas severas após uma má decisão tática ou até mesmo jogadas de dados azaradas, enquanto uma jogabilidade bem-sucedida pode envolver unidades Aeldari em menor número que superam o oponente e matam unidades/esquadrões inteiros antes que eles tenham a chance de retaliar.
  - Asuryani (ou Craftworld Eldari): Principal grupo de Eldars. Vendo a decadência e o prevendo o futuro apocalipse de seu império, um grupo de Eldars se abrigaram em espaçonaves de tamanho continental chamados de Craftworlds para viver uma vida Asceticista. Os Asuryani procuram destruir as forças do Chaos, mas são isolacionistas e xenofóbicos, podendo sacrificar bilhões de vidas de espécies "inferiores" se isso significa salvar um grupo pequeno de Eldars.
  - Drukhari (ou Dark Eldar): Grupo de Eldars que sobreviveram ao cataclisma que destruiu a sua civilização se escondendo em uma cidade secreta na Webway conhecida como Commorragh. Os Eldars de Commorragh logo descobriram que podiam entender seus tempo de vida e impedir serem consumidos por Slaanesh ao se limentar da dor física e emocional de outros seres vivos. Assim, os Drukhari se tornaram tão hedonistas e cruéis, se não mais, do que os antigos Eldars, e vivem como piratas e saqueadores, buscando invadir lugares para trazer escravos para tortura, esportes brutais ou experimentos.
- Chaos: É o termo utilizado para descrever a força mágica, supernatural e universalmente maligna que é capaz de corromper e promover mutações nos indivíduos com os quais ela interage. As criaturas deturpadas resultantes desse contato, chamadas de Demônios, são as que representam o encarnamento e o poder físico dessa força. O Chaos reside em uma dimensão paralela conhecida como o Warp, construído pelas almas mortais e modificado pelas suas emoções, o Warp apesar de ser um lugar altamente perigoso habitado por demônios e servindo de pós-vida, é também a forma mais rápida de viagem interestelar para o Imperium, e ainda é a fonte de poderes "mágicos/psíquicos" para indivíduos conhecidos como "Psykers". Aqueles expostos à influência do Chaos são distorcidos tanto na mente quanto no corpo e realizam atos sórdidos de devoção aos seus deuses sombrios, que por sua vez os recompensam com "presentes" como mutações físicas, poder psíquico e artefatos místicos. Há quatro entidade maiores que pode-se dizer que estão intrinsecamente ligada ao Chaos, são elas: Khorne, Slaanesh, Nurgle e Tzeentch, conhecidos coletivamente como os Chaos Gods (Deus do Caos), cada um com seu próprio domínio: Khorne é senhor das batalhas e guerra, Slaneesh é hermafrodita e promove todos os prazeres e excessos, não importa quão imorais ou perversos, Tzeentch é o deus das mudanças, feitiçaria e conspirações, e Nurgle é o Senhor da Decadência, trabalha incansavelmente para espalhar infecções e pestes.
  - Chaos Daemons: demônios que são fragmentos dos deuses do Chaos e reflexões de emoções humanas negativas dada forma e usadas como a legião de guerra dos exércitos do Chaos. Na maioria das vezes, essas forças se contentam em colidir umas com as outras dentro do Warp, mas os demônios também exultam com a chance de trazer sua influência corruptora para o mundo material e atenderão aos pedidos de ajuda dos invocadores, explorarão o lapso de concentração de um Psyker inexperiente ou atacarão em massa para fora de uma fenda do Warp para trazer a loucura do Chaos para o outro mundo. Os Chaos Daemons compartilham de muitas de suas miniaturas com o Warhammer Fantasy, e podem ser usadas em ambos os jogos.
  - Chaos Space Marines: Space Marines que foram corrompidos e agora servem as forças do Chaos, aumentando suas habilidade excepcionais de Space Marines com poderes do Chaos. No jogos, os Chaos Space Marines são semelhante a sua contraparte imperial, compartilhando a maioria de seus pontos fortes e fracos. Mas enquanto os Space Marines são um exército de generalistas, os Chaos Space Marines têm acesso a unidades dedicadas aos poderes do Warp.
- Leagues of Votann (ou Squats): Inspirados nos anões da ficção de Fantasia. São um reboot de uma facção conhecida como "Squats" que apareceram apenas na primeira edição e foram logo removidos na segunda edição por por não se encaixar esteticamente. Embora os Squats sejam uma subespécie da humanidade, as Leagues of Votann são independentes do Imperium. Eles não têm restrições em usar inteligência artificial, tratando seus andróides como companheiros Kin. A cultura Kin é centrada em torno dos Votann, supercomputadores extremamente poderosos responsáveis por gerenciar a maioria da sociedade Kin e manter registros. Os Kin são extremamente competitivos e capitalistas, com corporações poderosas (chamadas de Guildas) regularmente minerando planetas inteiros em busca de recursos. No jogo, as Leagues of Votann têm preferência por combate à distância e táticas de cerco. Sua infantaria é lenta, mas resistente.
- Necrons: Os Necrons são uma raça antiga de andróides esqueléticos, sendo descrita como uma mistura entre a franquia Exterminador do Futuro e o Antigo Egito, como elementos da facção Tomb Kings (formadas por exércitos de múmias e mortos-vivos) de Warhammer Fantasy. Milhões de anos atrás, eles eram seres de carne e osso, mas então transferiram suas mentes para corpos androides, alcançando assim a imortalidade. No entanto, o processo de transferência foi falho, pois todos perderam suas almas e exceto os de mais alto escalão, também ficaram irracionais. Eles estão acordando de milhões de anos de hibernação em cofres subterrâneos em planetas por toda a galáxia e buscam reconstruir seu antigo império. A tecnologia Necron é a mais avançada da galáxia, sendo indistinguível de magia, mas devido sua falta de almas não possuem psykers, substituindo-os por "cacos" de C'tan, os deuses do universo material que ensinaram os Necrons a se tornarem androides, mas foram depois foram destruídos e escravizados pelos Necrons como retaliação. No jogo, a infantaria Necron tem forte poder de fogo de longo alcance, armadura resistente e movimento lento. Unidades Necron podem regenerar ferimentos rapidamente ou "reanimar" modelos mortos no início do turno do jogador, além de não sofrerem problemas por falta de moral.
- Orks: Baseados nos orcs de Warhammer Fantasy. Os orks são alienígenas de pele verde, com personalidades rudes e armamento precário, servindo como alívio cômico com suas personalidades baseada em hooligans de futebol. A cultura deles gira em torno da guerra pela guerra, os orks começam conflitos desnecessários pelo prazer de uma boa luta. Os Orks não temem a morte, e o combate é a única coisa que lhes dá realização emocional. A tecnologia ork consiste em sucata que, por toda a lógica, deveria ser pouco funcional, mas os orks geram um campo psíquico que faz sua tecnologia decrépita funcionar corretamente ou de forma mais eficaz (por exemplo, veículos pintados de vermelho são mais rápidos, simplesmente porque os orks acreditam que seja assim). Orks são fungos que se reproduzem facilmente e rapidamente infestam planeta, sendo altamente resilientes. No jogo, os Ork são vistos como um exército fácil de jogar, sendo bastante tolerante com erros táticos e jogadas ruins de dados. Tropas lentos e resistentes, mas de baixo custo, sendo orientados para o combate corpo a corpo. Um jogador Ork pode refazer jogadas de carga fracassadas.
- Tyranids: uma espécie de alienígenas insetoides de outra galáxia, inspirados nos Xenomorfos da saga Alien e os Aracnídeos de Tropas Estrelares. Eles migram de planeta para planeta, devorando toda a vida em seu caminho. Os Tyranids são ligados por uma mente de colmeia psíquica e os Tyranids individuais se tornam selvagens quando separados dela. A "tecnologia" Tyranid é inteiramente biológica, todas as espaçonaves e armas são criaturas vivas criadas com propósito. No jogo, os Tyranids têm preferência por combate corpo a corpo. Seus modelos de infantaria tendem a ser rápidos e contundentes, mas frágeis. Eles têm custos de pontos baixos, o que significa que os exércitos tyranids no jogo são grandes.
  - Genestealer cults: Genestealers são uma sub-espécie Tyranid enviada como uma força de vanguarda e reconhecimento. Individualmente são unidades poderosas em corpo-a-corpo, mas sua principal habilidade é infectar outras espécies. Quando um humano é infectado por um genestealer, ele é psiquicamente escravizado e gerará filhos que são híbridos humano-genestealer. Esses híbridos formarão uma sociedade secreta conhecida como culto genestealer dentro de sua sociedade humana hospedeira expandindo constantemente seus números e influência política. Quando uma frota Tyranid se aproxima de seu planeta, eles lançarão uma revolta para enfraquecer as defesas do planeta para que os Tyranids possam conquistá-lo mais facilmente e consumir sua biomassa. No jogo, os Genestealers são unidades rápidas e poderosas, mas frágeis, usam equipamentos "civis" humanos reaproveitado para guerra de guerrilha.
- T'au (ou Tau): Os T'au são uma raça jovem de alienígenas humanoides de pele azul que habitam um império relativamente pequeno, mas crescente, localizado na periferia do Império do Homem. O Império T'au é a única facção jogável no cenário que integra diferentes espécies alienígenas em sua sociedade, incluindo humanos. Os T'au são divididos em cinco castas: os Etéreos, que são os líderes espirituais; a Casta do Fogo, que forma o exército T'au; a Casta do Ar, que opera naves estelares; a Casta da Água, que são comerciantes e diplomatas; e a Casta da Terra, que são cientistas, engenheiros e trabalhadores. Enquanto os alienígenas que se juntam ao Império Tua se tornam tropas auxiliares, por exemplo, os Kroot fornecem suporte corpo a corpo e os insetóides Vespids servem como infantaria de ataque rápido. No jogo, o T'au são focados em longa distância, com táticas "realistas" de armas combinadas modernas comparados a outros exércitos, sendo fracos no corpo-a-corpo enquanto as armas de fogo mais poderosas do jogo em termos de alcance.

## Jogos eletrônicos
Lista de jogos eletrônicos lançados baseados no universo de Warhammer 40.000, organizados por ordem de lançamento.
- Space Crusade (1992)
- Space Hulk (1993)
- Warhammer 40.000: Fire Warrior (2003)
- Warhammer 40.000: Dawn of War (2004)
- Warhammer 40.000: Glory in Death (2006)
- Warhammer 40.000: Dawn of War II (2009)
- Warhammer 40.000: Kill Team (2011)
- Warhammer 40.000: Space Marine (2011)
- Space Hulk (2013)
- Space Hulk: Ascension (2014)
- Battlefleet Gothic: Armada (2016)
- Warhammer 40.000: Eternal Crusade (2016)
- Space Hulk: Deathwing (2016)
- Warhammer 40.000: Dawn of War III (2017)
- Warhammer 40.000: Inquisitor – Martyr (2018)
- Space Hulk: Tactics (2018)
- Warhammer 40.000: Mechanicus (2018)
- Battlefleet Gothic: Armada 2 (2019)
- Necromunda: Underhive Wars (2020)
- Necromunda: Hired Gun (2021)
- Warhammer 40.000: Darktide (TBD)